# Zbigniew Fastnacht
Zbigniew Adam Fastnacht (ur. 25 października 1942 w Sanoku, zm. 16 maja 2001 w Bystrzycy Kłodzkiej) – polski działacz turystyczny, wieloletni gospodarz schroniska PTTK "Na Śnieżniku".

## Życiorys
Pochodził z rodziny inteligenckiej z Sanoka. W 1946 przeniósł się wraz z rodziną do Wrocławia, gdzie jego ojciec – Adam Fastnacht – pełnił funkcję kustosza Biblioteki im. Ossolińskich. Był absolwentem tamtejszego V Liceum Ogólnokształcącego, a następnie rozpoczął studia geograficzne na Uniwersytecie Wrocławskim. Studia ukończył, jednak nie przystąpił do obrony pracy magisterskiej. Podczas studiów działał w Uniwersyteckim Kole Turystycznym. Uzyskał uprawnienia przewodnickie: najpierw jako przewodnik miejski po Wrocławiu (klasa II – 1962), a następnie jako przewodnik terenowy i sudecki (klasa I – 1963). W latach 1971–1982 był członkiem komisji egzaminacyjnej dla przewodników sudeckich, natomiast w latach 1974–1982 przewodniczył Kołu Przewodników Terenowych i Sudeckich przy wrocławskim oddziale PTTK.
Zbigniew Fastnacht był początkowo pracownikiem wrocławskiego LZS, a następnie Ośrodka Badań i Kontroli Środowiska. W 1982 został zatrudniony w schronisku PTTK na Śnieżniku, którym kierował samodzielnie od 1983 roku. Pod jego kierownictwem przeprowadzono w obiekcie szereg remontów i inwestycji. m.in. schronisko zostało zelektryfikowane. Był fundatorem umieszczonej na budynku tablicy pamiątkowej ku czci księżnej Marianny Orańskiej – wielkiej miłośniczki tych terenów i fundatorki schroniska.
Zmarł w szpitalu w Bystrzycy Kłodzkiej. Został pochowany na wrocławskim Cmentarzu Grabiszyńskim.
Kierowanie schroniskiem przejął jego syn – Jacek. W uznaniu zasług Zbigniewa Fastnachta schronisko PTTK na Śnieżniku zostało nazwane jego imieniem.